# Harkmarkfjorden
Harkmarkfjorden er en fjord i den østlige del af Mandal kommune i Agder fylke i Norge. Den har indløb nord for Kåløy og strækker sig 5,5 kilometer mod nord til bygden Harkmark, som fjorden er opkaldt efter. Lige indenfor indløbpet deler fjorden sig i to,  og en lille del går mod sydvest til Selvåg. Den anden del går gennem det smalle sund Strømmen, som kun er omkring 30 meter på det smalleste. Lige der indenfor ligger tre små holme, Prikkmannsholmen, Hattholmen og Kråkeholmen.